# Collyris dormeri
Collyris dormeri (лат.) — вид жуков-скакунов рода Collyris из подсемейства Cicindelinae (триба Collyridini). Южная Азия.

## Распространение
Встречаются в Южной Азии: Индия, Мьянма.

## Описание
Жуки-скакуны среднего и крупного размера с крупными глазами (21—23 мм). Голова и переднеспинка чёрные с пурпурными отблесками, надкрылья пурпурно-коричневые. По внешнему виду напоминает Collyris mniszechi, но отличается, главным образом, более длинной и менее расширенной переднеспинкой, формой нижнечелюстных щупиков, особенно последним сегментом, который по форме не шаровидный, а вогнутый. Тело тонкое стройное, ноги длинные. Верхняя губа трапециевидной формы с 7 зубцами, 2 крайние отделены от центральной группы глубокой выемкой. Переднеспинка удлинённая. Надкрылья узкие. Задние крылья развиты, при опасности взлетают. Обитают на стволах деревьев и кустарников. Биология и жизненный цикл малоизучены.

## Классификация
Вид был впервые описан в 1898 году по типовым материалам из Индии (Dormer). Валидный статус подтверждён в ходе ревизии, проведённой в 1994 году французским энтомологом Roger Naviaux (1926—2016).